# رافق مهدی‌اف
رافق مهدی‌اف (ترکی آذربایجانی: Rafiq Mahmud oğlu Mehdiyev; ۱۰ ژوئن ۱۹۳۳ – ۲۸ نوامبر ۲۰۰۹) نقاش و پروفسور آذربایجانی بود. وی یک مرتبه عنوان افتخار نقاش خلق آذربایجان را اخذ نموده و به عنوان استاد و رئیس بخش گرافیک اتحادیه نقاشان آذربایجان فعالیت داشت. رافق مهدی‌اف همچنین مستمری‌بگیر ویژه ریاست جمهوری بود.

## زندگی
رافق مهدی‌اف در ۱۰ ژوئن سال ۱۹۳۳ در شهرستان شاهبوز جمهوری خودمختار سوسیالیستی نخجوان شوروی به دنیا آمد. در میان سال‌های ۱۹۴۸ تا ۱۹۵۳ به کالج هنری عظیم عظیم‌زاده رفت. بین سالهای ۱۹۵۳ الی ۱۹۵۸ در رشته گرافیک مدرسه نقاشی، مجسمه‌سازی و معماری مسکو تحصیل گرفت. در سال ۱۹۶۲ به معلمی در کالج هنری عظیم عظیم‌زاده برگزیده شد و سپس به تصدی پست ریاست دانشکده دولتی هنر آذربایجان رسید. بعداً به عنوان معلم در آکادمی دولتی نقاشی آذربایجان مشغول به کار شد.
رافق مهدی‌اف در سال‌های ۱۹۸۸ و ۱۹۹۲ به ترتیب عنوان‌های علمی دانشیار و پروفسور را به دست آورد. از سال ۲۰۰۳ مستمری ویژه ریاست جمهوری آذربایجان برای هنرمندان به وی نیز تعلق گرفت. رافق مهدی‌اف چند بار در انتخابات به دوره‌های مختلف شورای عالی جمهوری سوسیالیستی آذربایجان شوروی راه یافت.
رافق مهدی‌اف در سال ۲۰۰۹ در باکو درگذشت.

## نشان‌ها
- نقاش خلق جمهوری آذربایجان: ۱۹۹۲[۱]
- نقاش افتخاری آذربایجان شوروی: ۱۸ دسامبر ۱۹۸۰ ref>"Ə. Əzimzadə adına Azərbaycan Dövlət Rəssamlıq Məktəbinin müəllimlərinə respublika fəxri adları verilməsi haqqında Azərbaycan SSR Ali Soveti Rəyasət Heyətinin 18 dekabr 1980-ci il tarixli Fərmanı" (PDF). Retrieved May 16, 2023.</ref>